# Акбулацький район
Акбула́цький район (рос. Акбулакский район) — муніципальний район у складі Оренбурзької області Російської Федерації.
Адміністративний центр — селище Акбулак.

## Географія
Корисні копалини: невеликі родовища нафти (Копанське), газу (Ногумановське), а також родовища різної будівельної сировини.
Межує з Соль-Ілецьким і Біляєвським районами області, а також з Казахстаном.

## Історія
Вперше Ак-Булацький район був утворений 12 квітня 1921 року в складі Актюбинської губернії Киргизької АРСР. 1934 року район був переданий з Актюбінської області до Оренбурзької.
У грудні 1963 року Акбулацький район був скасований, але вже в січні 1965 року відновлений.

## Населення
Населення — 24529 осіб (2019; 25606 в 2010, 30723 у 2002).

## Адміністративний поділ
Район адміністративно поділяється на 16 сільських поселень:
| Поселення                       | Площа, км² | Населення, осіб (2002) | Населення, осіб (2010) | Населення, осіб (2019) | Центр           | Населені пункти |
| ------------------------------- | ---------- | ---------------------- | ---------------------- | ---------------------- | --------------- | --------------- |
| Акбулацька селищна рада         | 304,01     | 15365                  | 14406                  | 15025                  | Акбулак         | 5               |
| Базартюбинська сільська рада    | 233,85     | 1012                   | 806                    | 710                    | Кайракти        | 2               |
| Васильєвська сільська рада      | 313,27     | 643                    | 461                    | 351                    | Васильєвка      | 2               |
| Заілечна сільська рада          | 405,27     | 1314                   | 923                    | 765                    | Веселий Перший  | 5               |
| Каракудуцька сільська рада      | 298,44     | 1140                   | 737                    | 602                    | Каракудук       | 3               |
| Карасаївська сільська рада      | 334,24     | 1173                   | 913                    | 764                    | Карасай         | 3               |
| Мічурінська сільська рада       | 286,41     | 1121                   | 862                    | 800                    | Покровка        | 5               |
| Новогригор'євська сільська рада | 185,81     | 763                    | 618                    | 541                    | Новогригор'євка | 2               |
| Новопавловська сільська рада    | 378,29     | 1138                   | 852                    | 810                    | Новопавловка    | 2               |
| Новоуспеновська сільська рада   | 299,93     | 794                    | 536                    | 440                    | Новоуспеновка   | 1               |
| Сагарчинська сільська рада      | 439,21     | 1846                   | 1353                   | 1078                   | Сагарчин        | 5               |
| Совєтська сільська рада         | 361,57     | 966                    | 600                    | 467                    | Совєтське       | 4               |
| Тамдисайська сільська рада      | 222,93     | 359                    | 292                    | 234                    | Тамдисай        | 1               |
| Федоровська сільська рада       | 203,79     | 856                    | 701                    | 691                    | Федоровка       | 2               |
| Шаповаловська сільська рада     | 430,35     | 1149                   | 707                    | 555                    | Шаповалово      | 3               |
| Шкуновська сільська рада        | 279,57     | 1084                   | 839                    | 696                    | Шкуновка        | 2               |

- 2013 року ліквідована Карповська сільська рада, територія увійшла до складу Карасаївської сільради[5].

## Найбільші населені пункти
Нижче подано перелік населених пунктів з чисельність населення понад 1000 осіб:
| № | Населений пункт | Населення, осіб (2002) | Населення, осіб (2010) |
| - | --------------- | ---------------------- | ---------------------- |
| 1 | Акбулак         | 14801                  | 13918                  |
| 2 | Сагарчин        | 1298                   | 1081                   |

## Господарство
Промисловість в районі не отримала істотного розвитку і представлена тільки Райхарчкомбінатом і сирзаводом. Спеціалізація району сільськогосподарська — зернова, м'ясо-молочна і шерстна.
За 17 км від села Сагарчин розташований автомобільний пункт пропуску через кордон з Казахстаном.